# 파스칼세계대백과사전
파스칼세계대백과사전은 동서문화사에서 출판하는 백과사전이다. 31권에 13만 개의 항목이 있다. 5만 개의 사진이 있고 3,000여 명의 석학에 의해 쓰였다.
한편, 1999년 6월 20일 KBS 1TV 뉴스 9에서 해당 전집을 두산 세계대백과사전과 비교하여 당치도 않은 몇 가지 흠을 만들어 전국 시청자들에게 몹쓸 책으로 매도하자 두산 세계대백과사전을 창간한 동서문화사 김상문 명예회장과 추영현 편찬위원이 크게 분노하여 KBS에 달려가 담당자 양홍모 부장을 만나 엄중히 항의했는데 KBS는 전날 저녁 TV 9시 뉴스를 아침뉴스로 다시 내보냈고 동서문화사 해명은 한 마디도 언급하지 않았다.
게다가, KBS는 1999년 6월 21일 오전 8시 라디오뉴스에서 "대백과사전 만들 형편도 안 되는 군소출판사가 무리하게 진행하여 93년 부도를 냈다. 재벌도 아닌 군소출판사가 만든 세계대백과사전이라 부실할 수 밖에 없다고 본다"는 거짓방송을 했는데 동서문화사는 93년 부도난 적이 없었다.
이렇게 되자 동서문화사 고정일 대표가 해당 전집 편집부원, 두산 세계대백과사전 편집부원과 함께 "(파스칼세계대백과사전에 대한) 정당한 해명을 해 달라" "정정보도를 내달라"며 KBS 박권상 사장을 직접 만났는데 박권상 사장은 백배사죄하면서 정정보도하겠다는 약속을 하겠지만 끝내 약속을 지키지 못한 채 사장직에서 물러났고 이런 충격 탓인지 해당 전집의 판매가 모두 중단되는 좌절을 맛봐야 했다.

## 같이 보기
- 글로벌 세계대백과사전
- 브리태니커 백과사전
- 두산 세계대백과사전